# The Village Sleuth
The Village Sleuth er en amerikansk stumfilm fra 1920 af Jerome Storm.

## Medvirkende
- Charles Ray som William Wells
- Winifred Westover som Pinky Wagner
- Dick Rush som David Keene
- Donald MacDonald som Dr. Roberts
- George Hernandez som Mr. Richley
- Betty Schade som Mrs. Richley
- Louis Morrison som Pa Wells